# Bahnhof Lahr (Schwarzw)
Der Bahnhof Lahr (Schwarzw) ist der Bahnhof der Stadt Lahr im Schwarzwald an der Rheintalbahn. Er wurde am 1. August 1845 mit dem Streckenteil von Offenburg nach Freiburg der Rheintalbahn eröffnet und liegt einige Kilometer westlich des Stadtzentrums.

## Name
Der Bahnhof liegt auf der Gemarkung der bis 1933 selbstständigen Gemeinde Dinglingen. Bis zur Eingemeindung Dinglingens nach Lahr trug er auch deren Namen. Nach der Eingemeindung benannte die Deutsche Reichsbahn den Bahnhof in Lahr-Dinglingen um. Nachdem der Bahnhof Lahr Stadt 1959 seinen Personenverkehr verloren hatte, änderte die Deutsche Bundesbahn den Bahnhofsnamen 1962 auf die heutige Bezeichnung.

## Geschichte
Seit 1865 zweigte am Bahnhof Lahr die kurze Stichstrecke nach Lahr Stadt ab. 1959 stellte die Deutsche Bundesbahn den Personenverkehr ein, 1995 endete auch der Güterverkehr.
Von 1894 bis 1959 gab es auch ein Übergabegleis zu den schmalspurigen Mittelbadischen Eisenbahnen, deren Strecke die Rheintalbahn nördlich des Bahnhofs erst niveaugleich, ab 1910 auf einer Brücke querte. Östlich der Brücke gab es einen Haltepunkt für Umsteiger von und zur Staatsbahn (ca. 250 m).
Im Zuge der Landesgartenschau 2018 wurde der Bahnhof für rund 9,7 Mio. Euro, aufgeteilt auf die Deutsche Bahn, das Land Baden-Württemberg und die Stadt Lahr, umfassend saniert und modernisiert, hierbei wurden die Bahnsteiggleise 1 bis 3 für eine Bahnsteighöhe auf 55 cm erhöht, auch neue Bahnsteigdächer verbaut, sowie der Busbahnhof vom Belleviller Platz auf die Fläche vor dem Bahnhofsgebäude verlegt und neu errichtet, um künftig einen barrierefreien Umstieg auf die Busse zu ermöglichen.
Erneuert wurden zudem die Bahnsteigausstattung, Beleuchtung und das taktile Wegeleitsystem, einschließlich eines taktilen Bahnhofsplans. In der Personenunterführung fanden zudem Verschönerungsarbeiten statt. Die barrierefreie Erschließung gewährleisten jetzt zwei neue Aufzüge zu den Bahnsteigen. Bei den Vorbereitungsarbeiten zum Bau der Aufzugsschächte war wegen extrem hoher Grundwasserstände sogar der Einsatz eines Tauchers erforderlich. Die Fassade des Empfangsgebäudes wurde im Rahmen der Modernisierungsmaßnahme saniert und bekam einen neuen Anstrich sowie eine neue Glasfassade zum Gleis 2/6. Im Zuge der Sanierung bekam die Bahnhofshalle eine neue Ausstattung, Beleuchtung, Wegeleitung und eine behinderten-gerechte WC-Anlage, die mit Unterstützung der Stadt Lahr durch einen Zuschuss von 120 000 Euro realisiert werden konnte. Umgestaltet wurden auch die Bäckerei und der Zeitschriften- und Getränkeladen.
Im Zuge des Ausbaus der Rheintalbahn wird der Bahnhof Lahr in Zukunft umgebaut. Es entstehen zwei neue Außenbahnsteige für den Personenverkehr, in der Mitte davon verlaufen zukünftig zwei Überholgleise für den Fernverkehr. Dadurch werden die 4 Bahnsteiggleise auf 2 reduziert. Die übrigen Gleisanlagen sollen erhalten bleiben.

## Verkehr

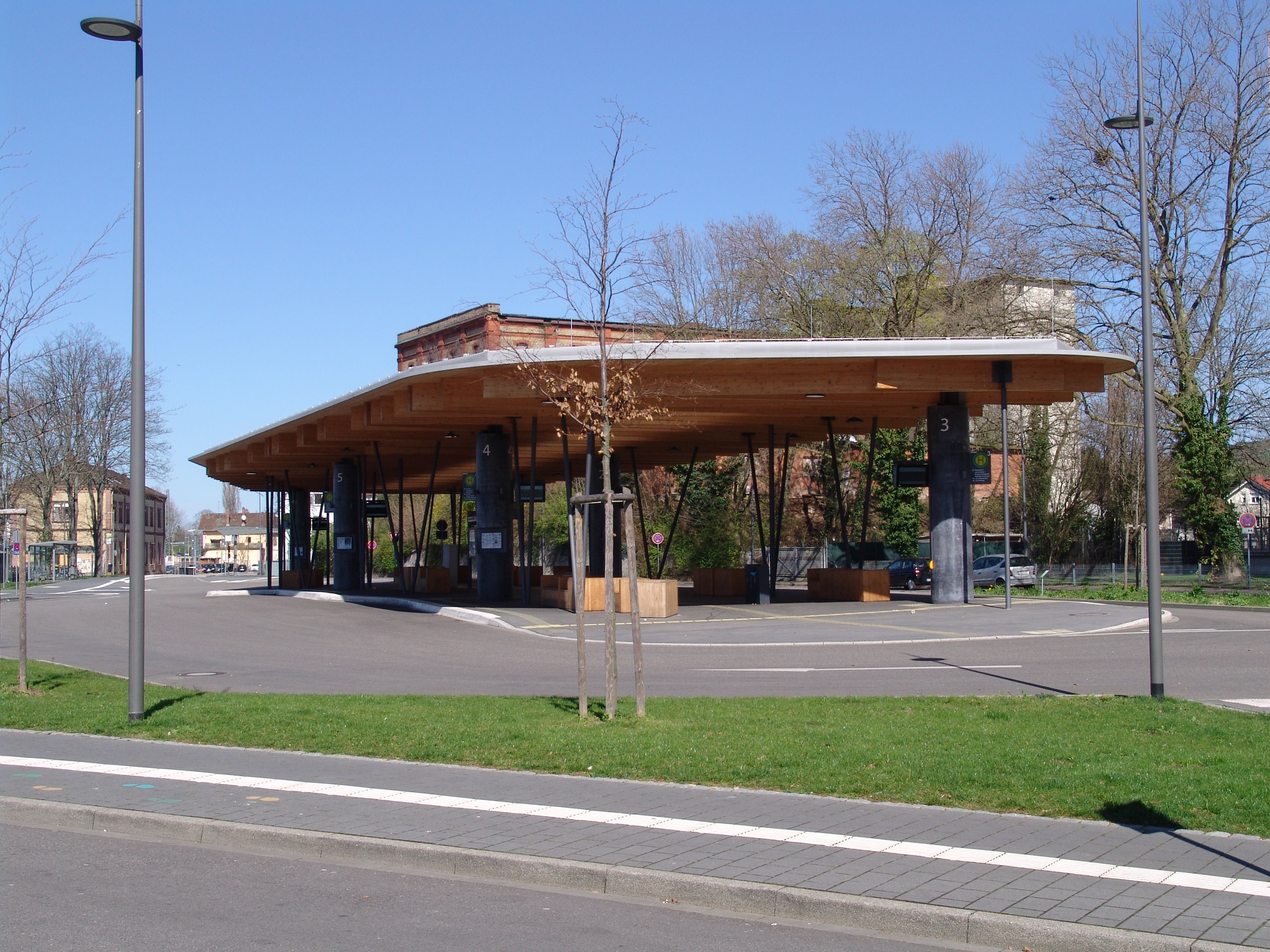
Zentraler Busbahnhof am Bahnhofsplatz

### Frühere Verbindungen
Der Bahnhof Dinglingen wurde in der Vergangenheit über Jahre von Fernzügen bedient. Allerdings hielt immer nur ein Teil der Fernzüge der Rheintalbahn im Bahnhof, in der Regel handelte es sich um Eilzüge, nur in einigen Fahrplanperioden hielten auch Durchgangszüge. 1905 hielt beispielsweise keines der damals drei Durchgangszug-Paare; Dinglingen wurde nur von vier sonstigen Schnellzug-Paaren bedient. Auch diese führten allerdings wichtige Kurswagenverbindungen bis Mailand oder Hamburg. 1938 hielten von den 13 täglichen Fernschnellzug- und Schnellzug-Paaren der Rheintalbahn die Züge D 43/44 Berlin–Basel, D 75/76 Basel–Hamburg, D 201/202 Basel–Dresden und D 269/270 Zürich–Dortmund in Lahr-Dinglingen. In der Nachkriegszeit nahm die Zahl der Fernzughalte ab: 1974 hielten lediglich noch zwei Schnellzug-Paare in Lahr, 1990 mit dem D 358/359 Basel–Berlin lediglich noch ein Zugpaar. In den 1990er Jahren verlor der Bahnhof seinen regulären Fernverkehr.

### Aktuelle Verbindungen
Der Bahnhof wird im Nahverkehr von Regionalbahn- und Regional-Express-Zügen bedient; im Fernverkehr hält seit dem 16. Dezember 2013 täglich ein Intercity-Zugpaar von Basel nach München (im Dezember 2022 auf ICE umgestellt), ab dem Fahrplanjahr 2016 verkehrt sonntags ein Intercity, seit dem Fahrplanjahr 2024 ein ICE, nach Berlin Ostbahnhof und seit dem Fahrplanjahr 2018 täglich ein TGV zwischen Freiburg und Paris und ab dem 11. Dezember 2022 freitags ein zweites Zugpaar; samstags ein TGV von Freiburg nach Bordeaux, sonntags hält dieses Zugpaar nur Richtung Freiburg.
| Linie  | Verlauf | Takt        | Betreiber      |
| ------ | --- | ----------- | -------------- |
| TGV    | Freiburg (Breisgau) – Emmendingen – Lahr (Schwarzw) – Offenburg – Strasbourg – Paris Est | ein Zugpaar | SNCF           |
| ICE 60 | München – Stuttgart – Karlsruhe – Offenburg – Lahr (Schwarzw) – Freiburg (Breisgau) – Basel Bad Bf – Basel SBB | ein Zugpaar | DB Fernverkehr |
| RE 7   | Offenburg – Lahr (Schwarzw) – Emmendingen – Freiburg – Müllheim (Baden) – Weil am Rhein – Basel Bad Bf (– Basel SBB) | 60 min      | DB Regio       |
| RB26   | (Müllheim (Baden) – Buggingen – Heitersheim – Bad Krozingen – Norsingen – Schallstadt – Ebringen –) (einzelne Züge wochentags) Freiburg (Breisgau) Hbf – (Freiburg-Herdern → Freiburg-Zähringen →) (ein Zug morgens in Tagesrandlage) Gundelfingen (Breisgau) – Denzlingen – Kollmarsreute – Emmendingen – Teningen-Mundingen – Köndringen – Riegel-Malterdingen – Kenzingen – Herbolzheim (Breisgau) – Ringsheim – Orschweier – Lahr (Schwarzw) – Friesenheim (Baden) – Offenburg Stand: Fahrplanwechsel Dezember 2022 | 60 min      | DB Regio       |

Der Bahnhof wird außerdem von folgenden Buslinien bedient:
| Linie | Linienverlauf |
| ----- | --- |
| 100   | (Schlüssel-)Lahr Bahnhof/ZOB–Zalando                                                                                                   |
| 101   | Schlüssel–Schwarzwaldstraße–Lahr Bahnhof/ZOB                                                                                           |
| 102   | Schlüssel–Mietersheim–Lahr Bahnhof/ZOB–Lahr-West–Industriegebiet                                                                       |
| 103   | Münchtal-Schlüssel-Schwarzwaldstraße-Lahr Bahnhof/ZOB-Flugplatzstraße                                                                  |
| 104   | Ringverkehr Schlüssel-Lahr Bahnhof/ZOB-Flugplatz-Hugsweier-Friesenheim-Schlüssel                                                       |
| 105   | Lahr Bahnhof/ZOB-Schlüssel-Sulz (-Langenhard)                                                                                          |
| 106   | Schweighausen-Seelbach-Lahr Bahnhof/ZOB-Altenheim(-Kehl)                                                                               |
| 108   | Schlüssel-Schwarzwaldstraße-Lahr Bahnhof/ZOB-Langenwinkel-Kippenheimweiler                                                             |
| 109   | Schlüssel-Lahr Bahnhof/ZOB-Hugsweier-Schuttern-Schutterzell-Kürzell                                                                    |
| 280   | Lahr Bahnhof/ZOB-Zalando-Kürzell-Allmansweier-Gerstheim[F]-Erstein Gare                                                                |
| 7141  | Offenburg – Elgersweier – Hofweier – Niederschopfheim – Oberschopfheim – Friesenheim – Abzw. Hugsweier – Lahr Bahnhof – Lahr Schlüssel |